# Все включено (фільм, 2023)
«Все включено» (англ. All Inclusive) — нідерландська кінокомедія 2023 року режисерки Аніель Вебстер із Дженніфер Гоффман, Френком Ламмерсом та Айко Бемстербором у головних ролях.

## Акторський склад
- Дженніфер Гоффман — Сильві
- Френк Ламмерс — Франс
- Айко Бемстербор — Лоїс

## Нагороди
Фільм отримав нагороду «Золотий фільм» після того, як було продано 100 000 квитків.